# Rue Bessières
Rue Bessières är en gata i Quartier des Épinettes i Paris sjuttonde arrondissement. Gatan är uppkallad efter Jean-Baptiste Bessières (1768–1813), marskalk av Frankrike. Rue Bessières börjar vid Rue Fragonard 15 och slutar vid Boulevard Bessières 111.

## Omgivningar
- Sainte-Marie des Batignolles
- Square Ernest-Gouin
- Impasse de La Jonquière
- Rue Guttin
- Impasse du Pèlerin
- Passage Boulay

## Bilder
| - Jean-Baptiste Bessières. - Gatuskylt. - Sainte-Marie des Batignolles. |

## Kommunikationer
- Tunnelbana – linjerna   – Porte de Clichy
- Busshållplats Boulay – Paris bussnät

### Webbkällor
- ”Rue Bessières”. Mairie de Paris. https://web.archive.org/web/20150910125714/http://www.v2asp.paris.fr/commun/v2asp/v2/nomenclature_voies/Voieactu/0939.nom.htm. Läst 12 januari 2024.
- ”Rue Bessières (17ème arrondissement)”. Les rues de Paris. https://web.archive.org/web/20160409121221/http://www.parisrues.com/rues17/paris-17-rue-bessieres.html. Läst 12 januari 2024.